# Loca
Singles de Shakira
Waka Waka (This Time for Africa)
(2010) Sale el Sol
(2011)
Loca (littéralement : « Folle ») est une chanson de l'auteure-compositrice colombienne Shakira. Il s'agit après Waka Waka (This Time for Africa), du premier extrait de son septième album Sale El Sol sorti le 18 octobre 2010. Il a été publié par Epic Records en tant que premier single de l'album. Il existe deux versions de ce titre, une en espagnole avec la participation du rappeur dominicain El Cata sortie le 10 septembre 2010 et une seconde en anglais avec la présence du rappeur britannique Dizzee Rascal sortie le 13 septembre 2010. Ce titre a été écrit et produit par Shakira, avec l'aide d'Edward Bello, Armando Pérez et Dylan Mills pour la composition. La chanson, sur un air pop latino et merengue, décrit avec lyrisme l'engouement excentrique de Shakira avec un homme.

## Genèse
Loca est une réadaptation du titre Loca con su tiguere sortie en 2009 du rappeur El Cata. Ce dernier participe à la nouvelle version espagnole du titre, la version anglaise étant interprétée par Dizzee Rascal. Shakira a changé plusieurs instruments et mélodies par rapport à la musique originale et y a apporté sa touche personnelle côté paroles. Loca en français désigne une personne « folle ».

## Clip
Le clip a été tourné le 19 août 2010 à Barcelone en Espagne. Il a été réalisé par Jaume de Laiguana qui avait déjà réalisé plusieurs de ses clips dont Don't Bother, No, Illegal ou encore le dernier en date Gypsy. Le clip a été officiellement dévoilé sur internet le 29 septembre 2010.
Avec ce clip, Shakira s'attire les reproches des autorités : outre les séquences à moto sans casque dans les rues de Barcelone, la chanteuse se baigne dans la fontaine de Pla de Palau, classée au patrimoine historique de l'Espagne.

## Format et liste des pistes
CD single en France
1. Loca (featuring El Cata) – 3:04
2. Loca (featuring Dizzee Rascal) – 3:11

Téléchargement numérique en France – Version espagnole
1. Loca (featuring El Cata) - 3:04
2. Loca (JS Mix) (featuring El Cata) - 3:04

Téléchargement numérique en France – Version anglaise
1. Loca (featuring Dizzee Rascal) - 3:11
2. Loca (JS Mix) (featuring Dizzee Rascal) - 3:13

Téléchargement numérique en France – EP
1. Loca (featuring Dizzee Rascal) (JS Mix) - 3:13
2. Loca (featuring Dizzee Rascal) (Sticky Drums Remix By Gucci Vump Aka Brodinski and the Shoes) - 3:14
3. Loca (featuring Dizzee Rascal) (Freemasons Radio Edit) - 3:01
4. Loca (featuring Dizzee Rascal) (Clip vidéo) - 3:24

## Versions officielles
1. English Version (featuring Dizzee Rascal)
2. Spanish Version (featuring El Cata)
3. JS Mix - Spanish Version (featuring El Cata)
4. JS Mix - English Version (featuring Dizzee Rascal)
5. Freemasons Club Vocal (featuring Dizzee Rascal)
6. Freemasons Club Dub (featuring Dizzee Rascal)
7. Freemasons Mixshow Extended Edit (featuring Dizzee Rascal)
8. Freemasons Radio Edit (featuring Dizzee Rascal)
9. Freemasons Spanglish Club Vocal (featuring Dizzee Rascal)
10. Freemasons Spanglish Radio Edit (featuring Dizzee Rascal)
11. Freemasons Spanish Club Vocal (featuring El Cata)
12. Freemasons Spanish Club Instrumental
13. Freemasons Spanish Radio Edit (featuring El Cata)
14. Static Revenger Mix (featuring Dizzee Rascal)
15. Static Revenger Radio Edit (featuring Dizzee Rascal)
16. Static Revenger Spanish Mix (featuring El Cata)
17. Static Revenger Spanish Radio Edit (featuring El Cata)
18. Michel Cleis Vocal Mix (featuring Dizzee Rascal)
19. Michel Cleis Dub (featuring Dizzee Rascal)

## Classements, certifications et ventes
| Classement (2010)                       | Meilleure position |
| --------------------------------------- | ------------------ |
| Afrique du Sud (MediaGuide)             | 5                  |
| Allemagne (Media Control)               | 6                  |
| Amérique latine (TopLatino)             | 1                  |
| Argentine (Top 40 Argentina)            | 1                  |
| Autriche (Ö3 Austria Top 40)            | 2                  |
| Belgique (Flandre Ultratop 50 Airplay)  | 14                 |
| Belgique (Flandre Ultratop 50 Singles)  | 3                  |
| Belgique (Wallonie Ultratop 50 Airplay) | 1                  |
| Belgique (Wallonie Ultratop 50 Singles) | 1                  |
| Biélorussie (Unistar)                   | 2                  |
| Brésil (Brazilian Hot 100)              | 4                  |
| Canada (Canadian Hot 100)               | 36                 |
| Canada (Billboard) Téléchargements      | 26                 |
| Chili (Chile Top 20)                    | 3                  |
| Danemark (Tracklisten)                  | 17                 |
| Espagne (ProMusicae)                    | 1                  |
| Estonie (Estonian Top 40)               | 12                 |
| Europe (European Hot 100 Singles)       | 7                  |
| Finlande (Suomen virallinen lista)      | 11                 |
| France (SNEP) Téléchargements           | 1                  |
| Grèce (Nielsen)                         | 1                  |
| Hongrie (Mahasz)                        | 1                  |
| Irlande (IRMA)                          | 44                 |
| Italie (FIMI)                           | 1                  |
| Japon (Japan Hot 100)                   | 58                 |
| Liban (Airplay Chart)                   | 1                  |
| Luxembourg (Nielsen)                    | 1                  |
| Maroc (HitRadio)                        | 1                  |
| Mexique (MonitorLatino)                 | 2                  |
| Pays-Bas (Megacharts)                   | 23                 |
| Polynésie française (Radio1)            | 1                  |
| Pologne (Nielsen)                       | 1                  |
| Portugal (AFP)                          | 1                  |
| République tchèque (IFPI)               | 9                  |
| Russie (TopHit)                         | 32                 |
| Suède (Sverigetopplistan)               | 20                 |
| Suisse (Media Control)                  | 1                  |
| Slovaquie (IFPI)                        | 3                  |
| Ukraine (FDR)                           | 2                  |
| Uruguay (Uruguay Top50)                 | 1                  |
| USA (Billboard Hot 100)                 | 32                 |
| USA (Hot Digital) Téléchargements       | 27                 |
| USA (Latin Songs)                       | 1                  |
| USA (Latin Pop Songs)                   | 1                  |

| Classement (2010)        | Position |
| ------------------------ | -------- |
| Autriche                 | 38       |
| Belgique (Flandre)       | 45       |
| Belgique (Wallonie)      | 26       |
| France                   | 8        |
| France (Digital)         | 5        |
| Allemagne                | 63       |
| Italie                   | 10       |
| Espagne                  | 7        |
| Suède                    | 70       |
| Suisse                   | 16       |
| États-Unis (Latin Songs) | 53       |
| Classement (2011)        | Position |
| Belgique (Wallonie)      | 40       |
| Grèce                    | 42       |
| Espagne                  | 10       |
| Suisse                   | 46       |
| États-Unis (Hot Dance)   | 44       |

### Certifications
| Pays       | Certifications | Ventes,     |
| ---------- | -------------- | ----------- |
| Allemagne  | Or             | > 180 000   |
| Brésil     | Or             | > 50 000    |
| Espagne    | 2 × Platine    | > 100 000   |
| États-Unis |                | > 300 000   |
| France     | Or             | > 250 000   |
| Italie     | Platine        | > 40 000    |
| Mexique    | 2 × Platine    | > 120 000   |
| Suède      | Or             | > 10 000    |
| Suisse     | Or             | > 30 000    |
| Monde      |                | > 2 000 000 |

## Historique de sortie
| Région     | Date               | Format                 | Label                    |
| ---------- | ------------------ | ---------------------- | ------------------------ |
| Monde      | 1er septembre 2010 | Radio diffusion        | Sony Music Entertainment |
| Autriche   | 10 septembre 2010  | Téléchargement digital | Sony Music Entertainment |
| Belgique   | 10 septembre 2010  | Téléchargement digital | Sony Music Entertainment |
| Danemark   | 10 septembre 2010  | Téléchargement digital | Sony Music Entertainment |
| Finlande   | 10 septembre 2010  | Téléchargement digital | Sony Music Entertainment |
| Italie     | 10 septembre 2010  | Téléchargement digital | Sony Music Entertainment |
| Pays-Bas   | 10 septembre 2010  | Téléchargement digital | Sony Music Entertainment |
| Norvège    | 10 septembre 2010  | Téléchargement digital | Sony Music Entertainment |
| Portugal   | 10 septembre 2010  | Téléchargement digital | Sony Music Entertainment |
| Espagne    | 10 septembre 2010  | Téléchargement digital | Sony Music Entertainment |
| Suède      | 10 septembre 2010  | Téléchargement digital | Sony Music Entertainment |
| Suisse     | 10 septembre 2010  | Téléchargement digital | Sony Music Entertainment |
| États-Unis | 10 septembre 2010  | Téléchargement digital | Sony Music Entertainment |
| Canada     | 4 octobre 2010     | Téléchargement digital | Sony Music Entertainment |
| États-Unis | 12 octobre 2010    | Radio diffusion        | Sony Music Entertainment |
| Allemagne  | 5 novembre 2010    | CD single              | Sony Music Entertainment |
| France     | 1er décembre 2010  | CD single              | Sony Music Entertainment |